# Чиллум
Чиллум, или чилам, - это прямая коническая курительная трубка, традиционно изготавливаемая либо из глины, либо из мягкого камня (такого как Талькохлорит или катлинит). Она была широко распространена в Индии в XVIII веке и до сих пор часто используется для курения марихуаны. В качестве пробки в ножке часто используется маленький камешек. Этот стиль курительных трубок распространился в Африке и известен в Северной и Южной Америке с 1960-х годов. Чиллумные трубки используются в ритуалах растафари.

## История
По словам Альфреда Данхилла, африканцы издавна использовали трубки в стиле чиллум для курения марихуаны, а позже и табака. Часто использовались тыквы и различные рожки, в то время как в Уганде были распространены конические чаши. Одной из наиболее известных трубок является конусообразная трубка из слоновой кости, некогда принадлежавшая монарху Буганды королю Мтесе.
Позже трубка также стала использоваться растафари в таинствах.

## Церемония Растафари
На собраниях растафари, называемых "сеансами рассуждения", и во время празднования Дня основания используется чиллум. Он изготавливается из коровьего рога или конического куска дерева и снабжен длинной трубкой, дающей дыму время остыть перед вдыханием. Похожий на бонг чиллум, оснащенный камерой для фильтрации воды, иногда называют чашей. Растафари возносят благодарность и хвалу Богу (у растафари его называют Джа) перед тем, как закурить чиллум